# Chapelle ardente

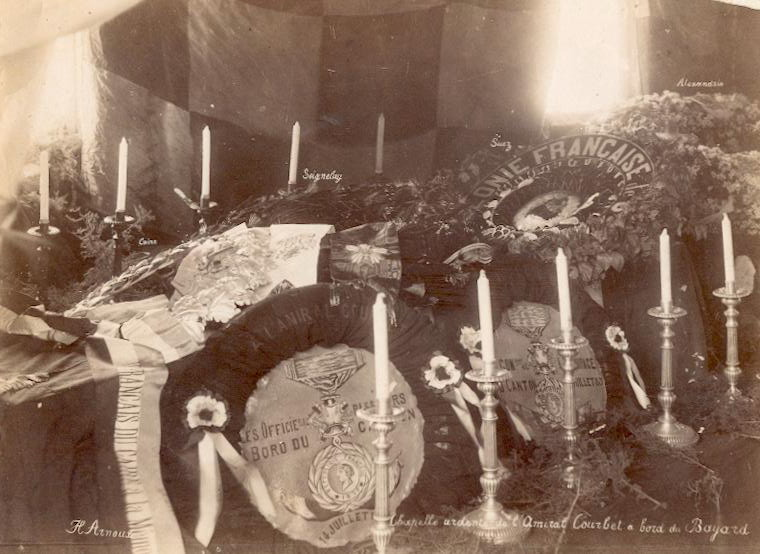
Chapelle ardente voor admiraal Amédée Courbet (1885)

Een chapelle ardente (Frans, letterlijk: "brandende kapel") is de kamer of ruimte waarin het lichaam van een vorstelijk of ander voornaam persoon wordt opgebaard.
De naam verwijst naar de brandende kaarsen die bij dergelijke gelegenheden aan weerszijden van de baar worden geplaatst. In Paleis Noordeinde te Den Haag is een dergelijke ruimte die in 2002 was ingericht voor prins Claus en in 2004 voor koningin Juliana en prins Bernhard. Koningin Wilhelmina werd in 1962 opgebaard in de chapelle ardente van Paleis Het Loo.
Al naargelang de gebruiken van een land, is daarbij de kist geopend (Belgisch koningshuis, prinsdom van Monaco), of gesloten (Nederlands koningshuis en Brits koningshuis).
De eerste van wie bekend is dat hij werd opgebaard in een chapelle ardente was de Frankische koning Dagobert I.
In haar dissertatie Festive funerals: funeral apparati in early modern Italy, particularly in Rome geeft Minou Schraven een beeld van begrafenisrituelen in de Middeleeuwen, waarbij een chapelle ardente – vaak speciaal daarvoor gebouwd – een belangrijke rol vervulde.